# Boy Kills World
Boy Kills World és una pel·lícula de comèdia d'acció distòpica del 2024 dirigida per Moritz Mohr, en el seu debut com a director, a partir d'un guió de Tyler Burton Smith i Arend Remmers, basada en una història d'Arend Remmers i Moritz Mohr. La pel·lícula és protagonitzada per Bill Skarsgård, Jessica Rothe, Michelle Dockery, Brett Gelman, Isaiah Mustafa, Yayan Ruhian, Andrew Koji, Sharlto Copley, Famke Janssen i compta amb la veu original de H. Jon Benjamin. La trama gira al voltant d'una campanya de venjança promulgada per un expert en arts marcials, que ha quedat sord-mut per un atac que va matar tota la seva família, els pensaments del qual es presenten com una veu interior derivada d'un videojoc infantil. S'ha doblat i subtitulat al català.
Es va exhibir al Festival Internacional de Cinema de Toronto de 2023 i es va estrenar als cinemes dels Estats Units el 26 d'abril de 2024. El 24 d'abril de 2024 es va llançar un videojoc derivat, titulat Super Dragon Punch Force 3.